# صندلی کلوب
صندلی کلوب (به انگلیسی: club chair) نوعی صندلی دسته‌دار هست که معمولا روکشی چرمی دارد.

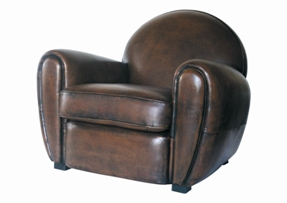
یک صندلی کلوب گرد و قهوه‌ای.

## خاستگاه
این صندلی برای اولین بار در فرانسه طراحی و تولید شد. مشخص نیست طراح اصلی صندلی کلوب چه فردی هست. همچین علت نامگذاری این صندلی به نام «کلوب» معلوم نیست؛ اگرچه ممکن هست اشاره ای به کلوب‌های مردانه باشد.

## نمونه‌ها

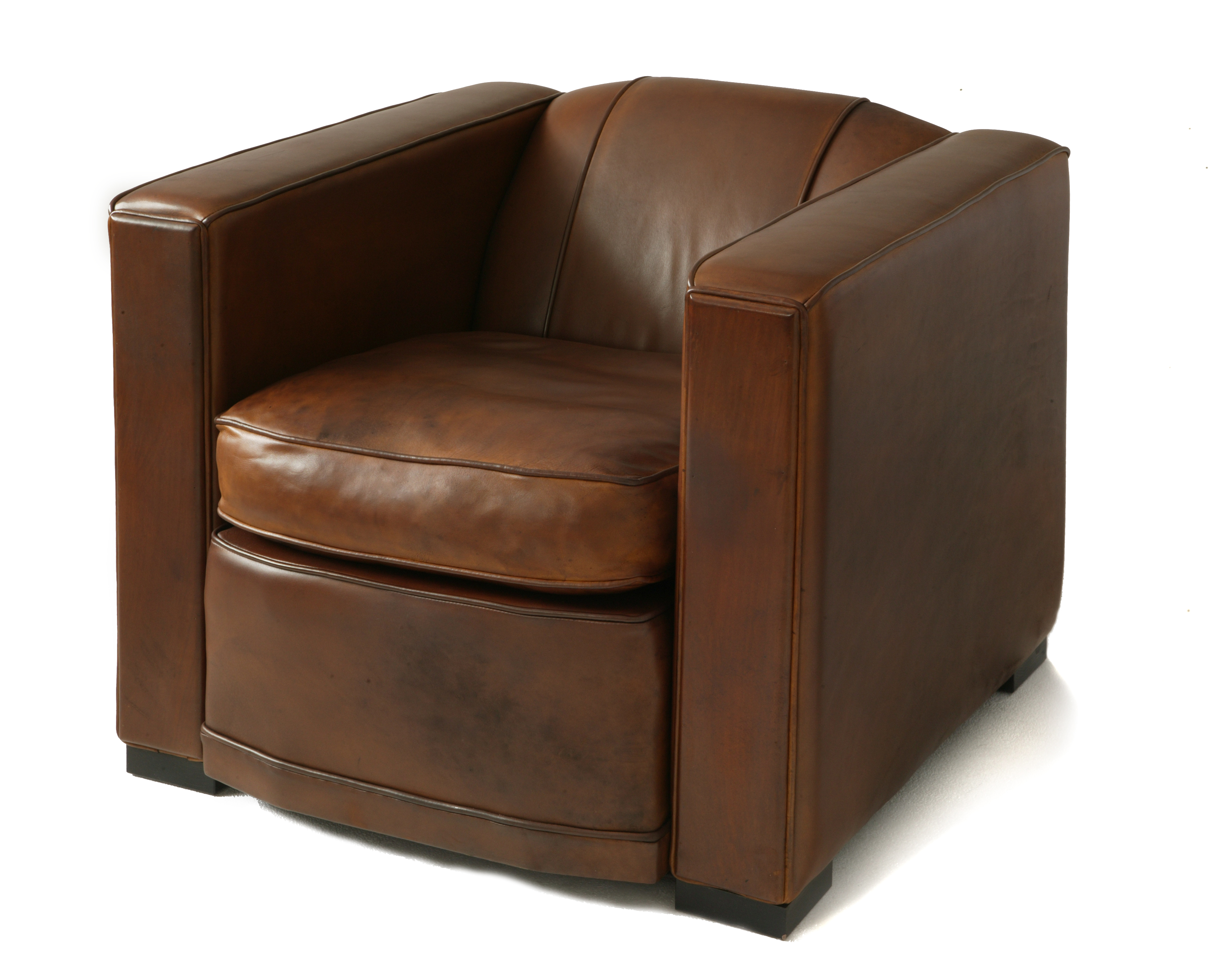
صندلی کلوب در دوره آرت دکو. مکعبی بودن از ویژگی اصلی صندلی کلوب در این دوره هست.
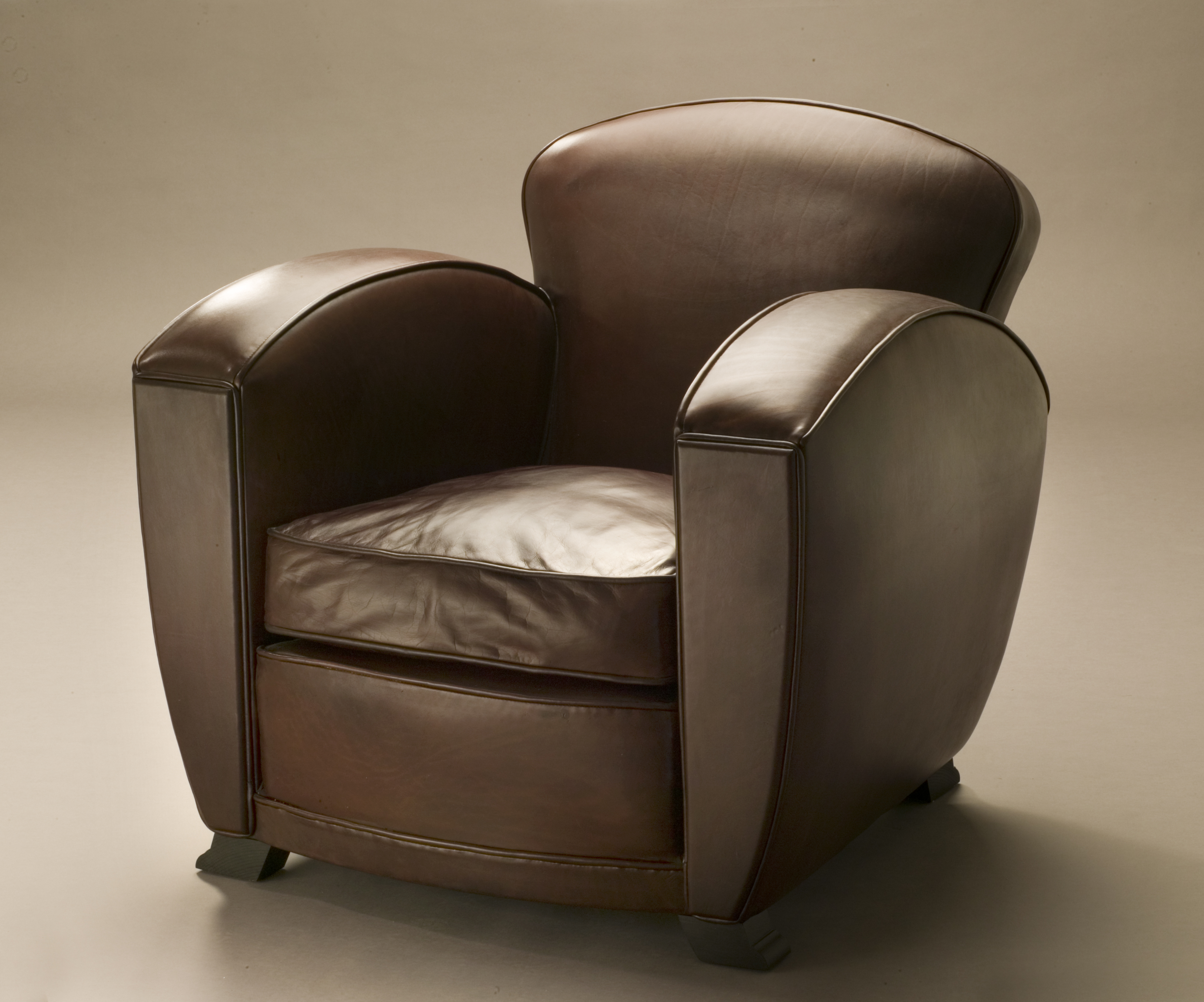
صندلی کلوب بزرگ.
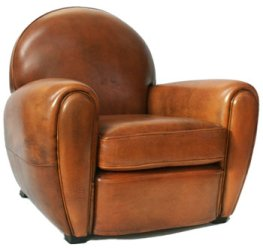
صندلی کلوب گرد.
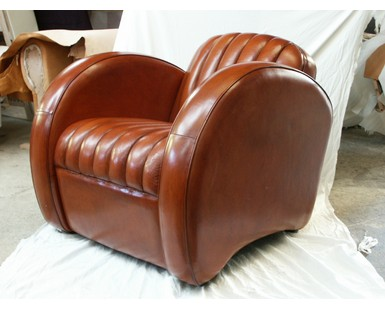
نوعی صندلی کلوب.
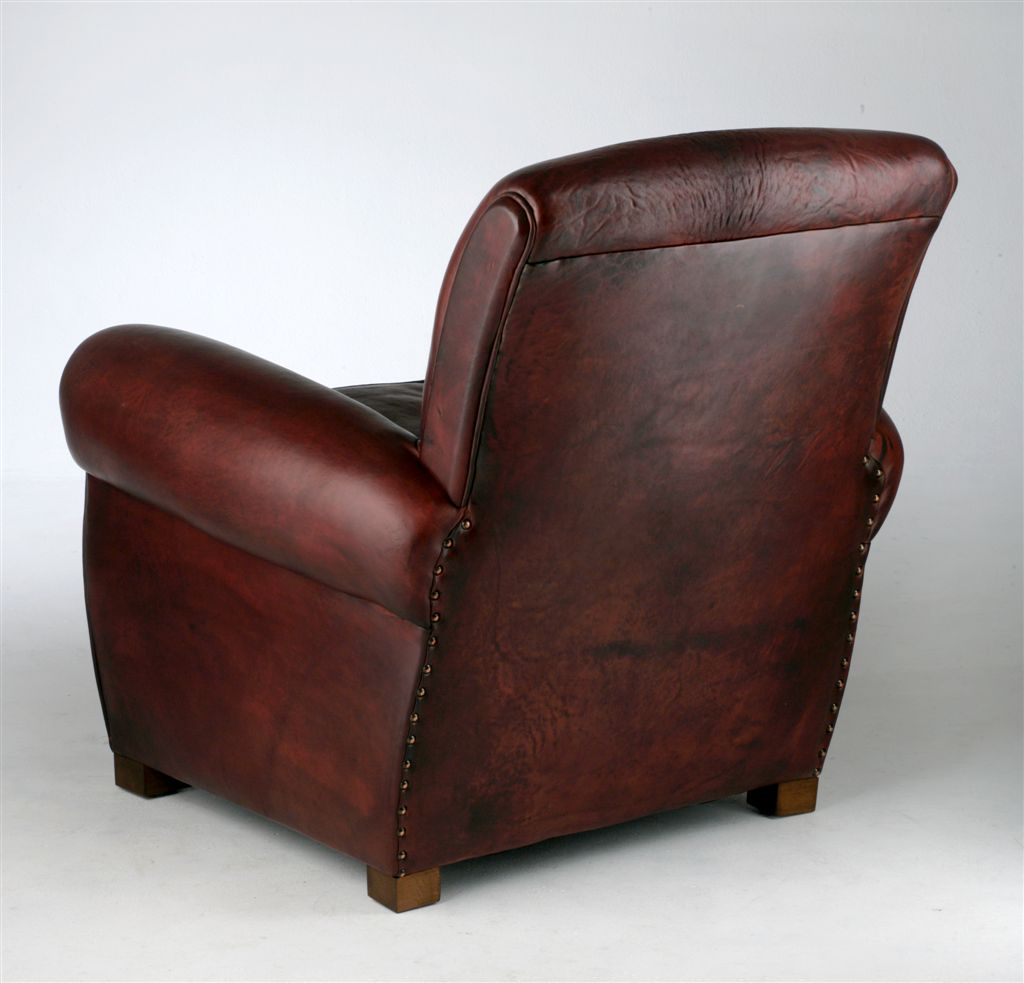
صندلی کلوب از نمای پشتی.